# The Stranger (film 2021)
The Stranger (Al Garib) è un film del 2021 diretto da Ameer Fakher Eldin. 
Il film, realizzato da un regista esordiente siriano di Amburgo nato a Kiev e cresciuto in Siria, nei territori occupati da Israele viene descritto come lo studio di un uomo che si sente straniero in patria. Il titolo è eponimo al capolavoro di Albert Camus, L'Étranger.

## Trama
In un piccolo villaggio sulle occupate Alture del Golan, vive Adnan, un medico senza licenza, alcolista e depresso. Il podere che si affaccia sulle rovine dei villaggi siriani distrutti appartiene al padre di Adnan, che però vorrebbe diseredare il figlio. Agli occhi del padre e della comunità, Adnan è solo un ubriacone nullafacente che non sa prendersi cura di sua moglie e di sua figlia mentre spera in un futuro migliore. La sua vita prende però una direzione malaugurata quando decide di soccorrere un uomo ferito nei combattimenti della guerra in Siria, un lungo e complesso conflitto, che non si sa a chi appartiene o quale sia il suo scopo.

## Distribuzione
Il film è stato presentato in anteprima mondiale nella sezione laterale Giornate degli Autori della 78ª Mostra internazionale d'arte cinematografica di Venezia, dove ha vinto il Premio Edipo Re "per l'inclusione e il rispetto delle differenze culturali." Fu selezionato ufficialmente per rappresentare la Palestina ai Premi Oscar 2022 come miglior film in lingua straniera ma non ottenne la candidatura.

## Riconoscimenti
- Mostra internazionale d'arte cinematografica di Venezia – Giornate degli Autori
  - 2022: Premio Edipo Re
- Cairo International Film Festival – Settimana della critica
  - 2022: Miglior film
- Karama Human Rights Film Festival (Giordania)
  - 2022: Premio Anhar al miglior film in lingua araba
- Festival du Cinéma Méditerranéen de Tétouan
  - 2022: Miglior attore a Ashraf Barhom
- Asia Pacific Screen Awards
  - 2022: Migliore cinematografia
  - 2022: Candidatura al miglior regista
- Jerusalem International Film Festival of Gaza
  - 2022: Gran premio Golden Olive Branch per il miglior film[6]